# Gold Soundz
Gold Soundz è un singolo del gruppo musicale statunitense Pavement, pubblicato il 19 giugno 1994 come secondo estratto dal secondo album in studio Crooked Rain, Crooked Rain. La canzone non ebbe particolare successo come singolo, non riuscendo ad entrare nella classifica Hot Modern Rock Tracks di Billboard, dove invece il precedente singolo, "Cut Your Hair", aveva raggiunto la decima posizione. Tutti i lati B di entrambe le versioni del singolo sono incluse nella riedizione Crooked Rain, Crooked Rain: LA's Desert Origins.

## Video musicale
Nel video promozionale della canzone, diretto da Scott Blen, i membri del gruppo sono vestiti da Babbo Natale mentre saltellano in vari luoghi di Irvine, California. Essi partecipano a una caccia al tesoro, tentando di trovare un pollo, che ha la chiave di una'auto, venendo portati a una collina vicino a un parcheggio. Alcuni dei membri scivolano ma continuano a suonare sulla collina.

## Accoglienza
"Gold Soundz" è ampiamente considerata una delle migliori canzoni dei Pavement. In 2019 Paste la classificò al primo posto nella lista delle migliori canzoni della band, e nel 2022 Consequence of Sound la piazzò al numero due delle migliori canzoni dei Pavement. Nel 2010 Pitchfork classificò "Gold Soundz" al primo posto tra le migliori 200 canzoni degli anni novanta; mentre nella nuova edizione del 2022 delle migliori 250 canzoni degli anni novanta, "Gold Soundz" chiuse alla posizione numero 40.

## Classifiche
| Classifica (1994) | Posizione massima |
| ----------------- | ----------------- |
| UK Singles (OCC)  | 83                |